# Ardisia fruticosa
Ardisia fruticosa är en viveväxtart som beskrevs av C.L. Lundell. Ardisia fruticosa ingår i släktet Ardisia och familjen viveväxter. Inga underarter finns listade i Catalogue of Life.